# Florín de las Indias Occidentales Neerlandesas
El florín de las Indias Occidentales Neerlandesas fue la unidad monetaria conjunta de las colonias en América y África occidental de las Provincias Unidas de los Países Bajos acuñada en plata en 1794, y seguiría circulando luego del establecimiento de la República Bátava como un Estado títere francés en 1795, hasta la ocupación británica de los territorios sudamericanos en 1796, pero siguió utilizándose en las Antillas y Costa de Oro neerlandesa y continuó usándose durante la instauración del Reino de Holanda hasta 1810.

## Historia

### El rijksdaalder en las colonias afroamericanas
Desde la colonización americana y africana occidental del Imperio neerlandés en el siglo XVII, circuló el rijksdaalder (tálero imperial) de las Provincias Unidas de los Países Bajos, junto a los reales españoles peruanos, novohispanos y luso-brasileños, en la colonia de Pomerón desde 1581 a 1596, en la Costa de Oro neerlandesa desde 1598 (junto a la concha-dinero nativo llamada cauri), en Demerara desde 1611 y también en el mismo año en los Nuevos Países Bajos —junto al uso aborigen del abalorio de conchas-dinero llamado wampum— cuyo límite noreste era el río Connecticut desde 1614 (hasta 1654) y en donde en el año 1623 erigieron un fuerte comercial llamado Goede Hoop o Buena Esperanza (posteriormente conquistaron y anexionaron la vecina Nueva Suecia desde 1655 hasta 1664, por la conquista inglesa de ambas que también usurparon el entonces aislado fuerte comercial, y las recobraron de 1673 a 1674), y en Esequibo desde 1616.
El 3 de junio de 1621 se creó la Compañía Neerlandesa de las Indias Occidentales (WIC, según las siglas en neerlandés) que podía operar en África  Occidental, América, el océano Atlántico y el océano Pacífico hasta la parte oriental de Nueva Guinea, en un espacio entre el Trópico de Cáncer y el cabo de Buena Esperanza (el cual pasaría a la jurisdicción de la WOC en 1652), y de esta manera colonizó las islas Vírgenes, específicamente la de Tótola y Jost Van Dyke desde 1615 —atacadas por españoles entre 1625 y 1648, y usurpadas por los ingleses en 1672— luego la colonia sudamericana de Berbice desde 1627, nuevas posesiones que pasaron a utilizar también los rijksdaalders, al igual que en las otras islas desde 1631 como Virgen Gorda y Anegada (ambas ocupadas por los ingleses en 1680).
También en 1631 colonizaron el resto de las islas de las Antillas, incluida la isla de Anguila, pero con la recuperación española de la isla de San Martín en 1633 y la despoblación de Anguila, solo le restituyeron la primera por la Paz de Westfalia en 1648, y la segunda fue colonizada por los ingleses en 1650. En 1658 le usurparon a los curlandeses —vasallos de los polaco-lituanos— la colonia de Tobago pero se la devolvieron en 1660 (la recobraron de manos inglesas en 1674 hasta 1680, de manos curlandesas en 1683 a 1686 y de 1690 hasta 1763, cuando se la cedieron a los británicos).
En la Costa de Oro portuguesa también circuló ya que su fuerte São Jorge da Mina de Ouro fue anexado a la neerlandesa en 1637, al igual que el Fuerte São Sebastião en 1640 y el último, 
el Fuerte Santo António de Axim en 1642 debido a la guerra luso-neerlandesa, fecha en que se extinguió —pero resurgiría dicha colonia portuguesa con la compra a la Costa de Oro danesa de Fort Christiansborg que usaba el Rigsdaler de las Indias Occidentales y lo renombrarían «fuerte de San Francisco Xavier» desde 1680 hasta 1683, año en que se lo revenderían— (de 1687 a 1698 los neerlandeses ocuparon el Fuerte Dorothea de la Costa de Oro prusiana hasta que en 1717 la ocuparon entera).
Y además efímeramente los rijksdaalders neerlandeses se usaron en el Atlántico cuando los de la WOC —que habían acuñado el real neerlandés también con paridad con el leeuwendaalder o tálero del león para toda su jurisdicción desde 1601 a 1602, rijksdaalder de la WOC desde 1644 a 1645 y florín de la WOK desde 1726— colonizaron la isla Santa Elena desde 1645 hasta 1651 (año de transferencia a la Compañía Inglesa de las Indias Orientales).

### Déficit monetario, surgimiento del florín neerlandés y nueva carencia de numerario
Pero si bien en el Brasil neerlandés o Nueva Holanda, usurpado a los portugueses en 1630, que también se utilizaron los rijksdaalders, se acuñaron por emergencia monetaria una serie de monedas de oro en 1646 para 3, 6 y 12 florines, y de plata «unifaz» en 1654 para 10, 12, 20 y 40 stuivers (actualmente son piezas muy raras) y como curiosamente el 28 de enero de ese año la entregaron a los portugueses y desde 1658 los neerlandeses ocuparon la colonia de Cayena que era de los franceses desde 1643, pudieron haber circulado en esta pero finalmente se la devolvieron en 1664, y aunque efímeramente, los ingleses se la usurparon a los franceses en 1667 y los neerlandeses nuevamente en 1676.
Lo mismo ocurrió en cuanto a las emergencias monetarias con la colonia de Surinam desde 1667, cuando los neerlandeses la intercambiaron a los ingleses —que la colonizaban desde 1650 (en donde se usaba la libra esterlina hasta 1652, año en que aparecieron los chelines coloniales «del pino»)— por la de Nuevos Países Bajos que se convertiría en la provincia de Nueva York, y luego de varios reveses de la WIC, se reorganizó y se le otorgó una nueva carta en 1675. Para paliar la carencia de numerario en Surinam, se acuñaron sin autorización en 1679 unas monedas de cobre de 1 duit, 2 y 4 duiten (dineros, en español).
Para mejorar el sistema monetario en la metrópoli se creó en 1680 la nueva moneda del florín neerlandés y en 1693 adquirió de Polonia-Lituania la isla de Tobago pero por el Tratado de París (1763) la perdería a favor de los británicos. Mientras tanto, en la colonia de Surinam nuevamente se acuñó en 1764 para 1 duit de cobre, siendo 8 duiten equivalentes a 1 stuiver (estiver, centavo o céntimo, en español) y 160 duiten eran 1 florín (gulden, en neerlandés).
En 1781 los británicos ocuparon las colonias de Demerara, de Esequibo y de Berbice que las subordinaron a la isla Barbados, pero al mismo tiempo perdían Tobago a manos de los franceses, y estos desde febrero de 1782 se las usurparon para unirlas a la colonia de Cayena para usar su libra guayanesa pero tuvieron que devolverlas a los neerlandeses en febrero de 1784, para restablecerse el florín neerlandés.
La parte sur neerlandesa de la isla de San Martín contramarcó en 1787 (sin fecha estampada) para 18 stuivers con dos monogramas: c c central y 18 en el borde de cuartos triangulares de reales de a ocho coloniales españoles.

### Florín colonial afroamericano neerlandés
En 1791 la WIC quebró y el gobierno neerlandés adquirió las acciones de la compañía y tomó el control directo de los territorios, por lo que en 1794 acuñó el florín de Indias Occidentales Neerlandesas para las cuatro colonias o bien Guayana Neerlandesa, las islas de las Antillas y la Costa de Oro africana.
Como los británicos usurparon la parte francesa de la isla de San Martín en 1794 (hasta 1796) y las Provincias Unidas de los Países Bajos se convirtieron al año siguiente en un Estado títere de la Primera República francesa con el nombre de República Bátava, en 1795 la isla de San Eustaquio fue ocupada por los franceses (hasta 1801), al igual que en 1796 ocuparon entera a la isla de San Martín (hasta 1800, luego británica hasta 1804 y nuevamente francesa hasta 1810), y en el mismo año la isla de Saba fue ocupada por los británicos (hasta 1802, luego francesa, y nuevamente de 1804 a 1817), de la misma forma con las tres colonias sudamericanas, debido a las sucesivas guerras anglo-neerlandesas y las guerras revolucionarias.

### Resellos de ocupación por fuerzas anglo-francesas
En las tres colonias de América del Sur (Esequibo, Demerara y Berbice) ocupadas por el Reino de Gran Bretaña se contramarcaron monedas para el florín colonial británico en 1798 y en 1799, año en que también la colonia de Surinam fue ocupada y comenzarían a usar los antedichos resellos. En las Antillas Neerlandesas seguían circulando los florines coloniales pero comenzaron a resellar monedas propias sin fechas impresas pero con año conocido de contramarca, por la necesidad monetaria fraccionaria durante las guerras de la Primera y Segunda Coalición.
En la isla de San Eustaquio ocupada por los franceses, para 1 stuiver (centavo o céntimo, en español) de vellón en 1797 (hasta 1801, sin fecha impresa) se reselló con un monograma: SE incuso sobre monedas de la colonia de Cayena de dos sous (sueldos, en español). En la isla San Martín enteramente francesa para 18 stuivers de plata .903 en 1797 contramarcaron con dos monogramas excéntricos: c c junto a otro de manojos de flechas en cortes de cuartos triangulares de dólares españoles, y para 2 stuivers de vellón en 1798 (ambas hasta 1800, sin fecha impresa) con un monograma: StM en círculo de cuentas sobre dos sous de la colonia de Cayena y también mismo monograma sobre dos chelines daneses de plata (skilling, en danés).
En la colonia de Curazao y Dependencias para 1 stuiver de cobre en 1797 se reselló con un círculo central sobre one cent estadounidense, para 7 stuivers de plata en 1798 se contramarcó con un monograma: 7 en un óvalo, sobre una libra francesa y para el mismo valor de plata con igual monograma también en 1798 y en 1801 sobre un real español colonial, y para 8 pesos de oro en 1799 (8 dólares españoles o 64 reales españoles) con cuatro marcas equidistantes en los bordes: GI, L, MH y B, sobre monedas luso-brasileñas de 6400 reis. Durante el restablecimiento neerlandés en la isla de San Eustaquio se reselló un monograma: SE en relieve sobre monedas de cobre, vellón y plata desde 1802 a 1809.

### Reutilización del florín colonial neerlandés
Las monedas de florines de plata colonial siguieron utilizándose en las Antillas y Costa de Oro, nuevamente en la Guayana Neerlandesa desde 1802 hasta 1804, año que fueron reocupadas por los británicos (en 1816 tuvieron que devolver Surinam a los neerlandeses), y continuó inclusive cuando se estableció en 1806 el Reino de Holanda de Luis Bonaparte como Estado satélite francés hasta que fuera anexionado con sus colonias por el Primer Imperio napoleónico en 1810, e inclusive en las islas caribeñas que ya estaban ocupadas por los británicos desde 1807, que intentó revalorizar las reselladas neerlandesas isleñas hasta que contramarcó las propias de ocupación en 1814 y 1815 que circularon un año más, hasta la devolución de las mismas al entonces Reino Unido de los Países Bajos.

## Monedas
Las monedas de las Indias Occidentales Neerlandesas fueron acuñadas en la ceca de Utrecht, el florín era 20 stuivers y en la lista subsiguiente se detalla cada una:
- 2 stuivers (centavos o céntimos, en español) de plata .593, con año 1794, presenta en el anverso un monograma: W (westelijk en neerlandés u occidental en español) y encima con un pequeño escudo de la ciudad de Utrecht entre puntos y en el exergo con la fecha antedicha, en el reverso solo con el escudo coronado de las Provincias Unidas de los Países Bajos, sin figurar el valor de ninguna manera  (no circuló en Costa de Oro neerlandesa).[5]

- 1⁄4 de florín (gulden, en neerlandés) de plata .920, con año 1794, presenta en el anverso a la doncella neerlandesa sosteniendo una lanza que en lo alto sostiene un gorro frigio y con el brazo izquierdo se apoya con el codo en una biblia que está parada en un altar, con la leyenda en latín: HAC NITIMUR HANC TUEMUR (la protegemos, nos apoya) y en el exergo con la fecha antedicha, y en el reverso con el escudo coronado de las Provincias Unidas de los Países Bajos, debajo con el monograma: W (westelijk en neerlandés u occidental en español) y a cada lado con el valor numérico y la abreviatura de gulden (florín): 1⁄4  G.L, orlado con la leyenda abreviada en latín: MO:ARG:ORD:FOED:BELG:TRAI. («moneta argentea ordinum foederatorum belgii traiectum» que significa: moneda de plata de las órdenes federadas belgas).

- 1 florín de plata .920, con año 1794 y con el anverso y reverso semejantes al anterior, salvo el valor abreviado: 1  G.L.

- 3 florines de plata .920, con año 1794 y con el anverso y reverso semejantes a los anteriores, salvo el valor abreviado: 3  G.L.